# Капкова, Наталья Михайловна
Наталья Михайловна Капкова (род. 10 августа 1971) — советская и российская футболистка, защитница. Выступала за сборную России.

## Биография
В 1990 году стала серебряным призёром первого розыгрыша чемпионата СССР в составе клуба «Серп и Молот» (Москва). Участвовала в решающем матче против клуба «Нива» из Барышевки (1:2).
В 1992 году в составе московского «Спартака» стала финалисткой Кубка России. В начале 1993 года вместе с большинством футболисток «Спартака» перешла в клуб «СКИФ-Фемина» из Малаховки, позднее преобразованный в московское «Чертаново». Бронзовый призёр чемпионата России 1993 года. Неоднократно включалась в списки 33-х лучших футболисток России — в 1994 и 1995 годах под № 1, а в 1996 и 1997 годах — под № 2.
С 1992 года вызывалась в сборную России. Первый[уточнить] матч провела 12 сентября 1992 года против Нидерландов (1:4). В 1994—1996 годах была регулярным игроком сборной. В составе национальной команды участвовала в финальном турнире чемпионата Европы 1997 года, однако ни разу не вышла на поле. Всего в 1992—2000 годах сыграла за сборную не менее 34 матчей. Стала автором одного гола — 7 сентября 1994 года в товарищеском матче против Чили (2:0).
После окончания профессиональной карьеры принимала участие в любительских турнирах в Москве.